# Gaisberg (Heidelberg)
Der Gaisberg – teilweise findet man auf offiziellen Karten auch die Schreibung Geißberg – ist ein Berg auf dem Gebiet der Stadt Heidelberg, der dem westlichen Hangabfall des Königstuhls aufsitzt und damit zum Kleinen Odenwald gehört. Als dessen nordwestlicher Ausläufer mit einer Höhe von 375,7 m ü. NHN überragt er die Altstadt Heidelbergs im Neckartal zu seinen Füßen um über 250 m. Seine von Südost nach Nordwest langgezogene, flache Kuppe wird vom Bergstock des Königstuhls durch einen nur etwa 30 m tiefer liegenden Sattel, die Sprunghöhe, getrennt. Unfern des höchsten Punktes steht der Gaisbergturm, der dank einer unterhalb immer wieder ausgehauenen Lichtung Ausblick in westliche bis nördliche Richtung gewährt. Ein im Umfeld des Turms geschaffenes Arboretum geht auf das Jahr 1876 zurück. Mit den damals angepflanzten Mammutbäumen vermittelt es heute landschaftliche Impressionen Nordamerikas inmitten des Heidelberger Stadtwalds.

## Geografie, Historie

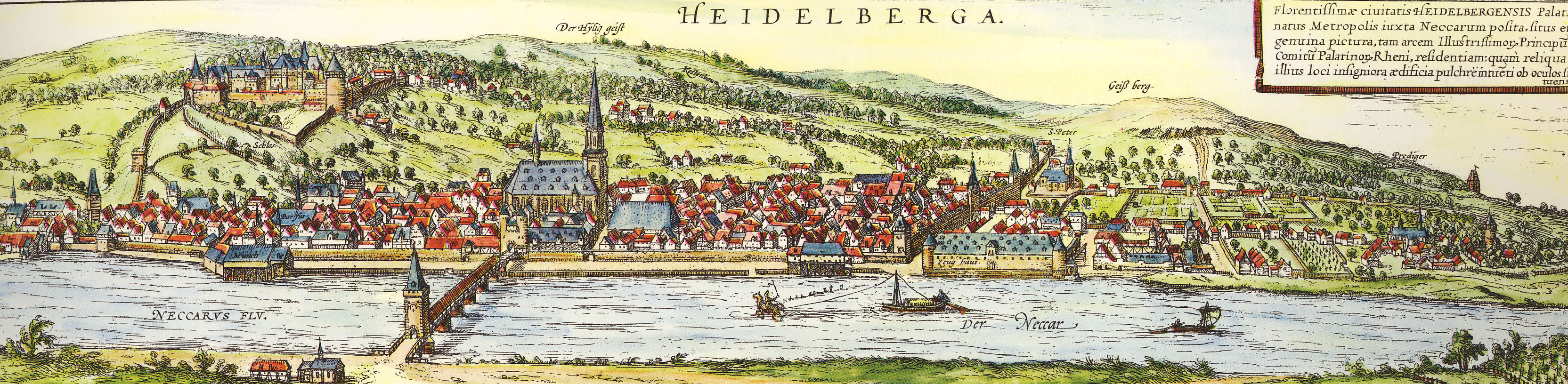
Heidelberg mit Schloss und „Geiß berg“ (Stich von Frans Hogenberg in Georg Brauns Civitates Orbis Terrarum, Ende 16. Jh.)

Der noch im 17. Jahrhundert durch Matthäus Merian (1593–1650) nahezu unbewaldet dargestellte Gaisberg erhebt sich heute größtenteils von dichtem Laubwald bestanden über dem westlichen Bereich der Heidelberger Altstadt und der angrenzenden Weststadt am Rande der Oberrheinebene. Aus vielen Richtungen ist er auf teils steilen Pfaden zu ersteigen. Der kürzeste Anstieg aus der Altstadt beginnt am Stadtgarten und führt auf steilen Serpentinen bis zum Gaisbergturm, nach etwa 1,8 km Länge. Auf diesem Weg passiert man die Stelle, wo während des Böhmisch-pfälzischen Krieges das Befestigungswerk Trutzbayer stand; abseits in recht unwegsamem Gelände sind auch noch Trümmer der anderen Befestigung Trutzkaiser zu finden. Er diente zum Schutz der Südwestflanke Heidelbergs und wurde 1462 von Kurfürst Friedrich I. errichtet.
Von der Birkenbank am oberen nördlichen Bergabfall hat man einen vorzüglichen Blick über den Klingenteich hinweg auf die östliche Altstadt und den entgegenströmenden Neckar, hinter Baumwipfeln sind in der vegetationsfreien Jahreszeit auch Teile des Heidelberger Schlosses auszumachen. Ein stillgelegter Steinbruch sowie das gleichnamige Naturdenkmal Riesenstein, befindet sich weiter am Nordhang, sowohl oberhalb als auch unterhalb des Johannes-Hoops-Weges. Von dem am Hang des Königstuhls auf rund 380 Meter Höhe bei der sogenannten Blockhütte gelegenen Parkplatz am Gaiberger Weg aus ist der Gaisberggipfel von Osten her über die Sprunghöhe, den fast 350 Meter hohen Sattel, zu Fuß erreichbar, bei etwa 1,7 km für Hin- und Rückweg zusammen. Vor allem am nordwestlichen und westlichen Hang stehen zwischen anderen Laubbäumen zahlreiche Esskastanienbäume, was dem Berg zur Blütezeit im Frühjahr, von ferne aus der Rheinebene gesehen, das Gepräge einer golden überstäubten grünen Haube verleiht. Unmittelbar benachbart zur Sprunghöhe befindet sich am Gaiberger Weg eine großflächige Rhododendron-Anlage, die bereits im 19. Jh. gepflanzt wurde. Alljährlich im späten Frühjahr sind die rosa und weiß blühenden, exotischen Sträucher (Rhododendron setosum) ein beliebtes Ausflugsziel.

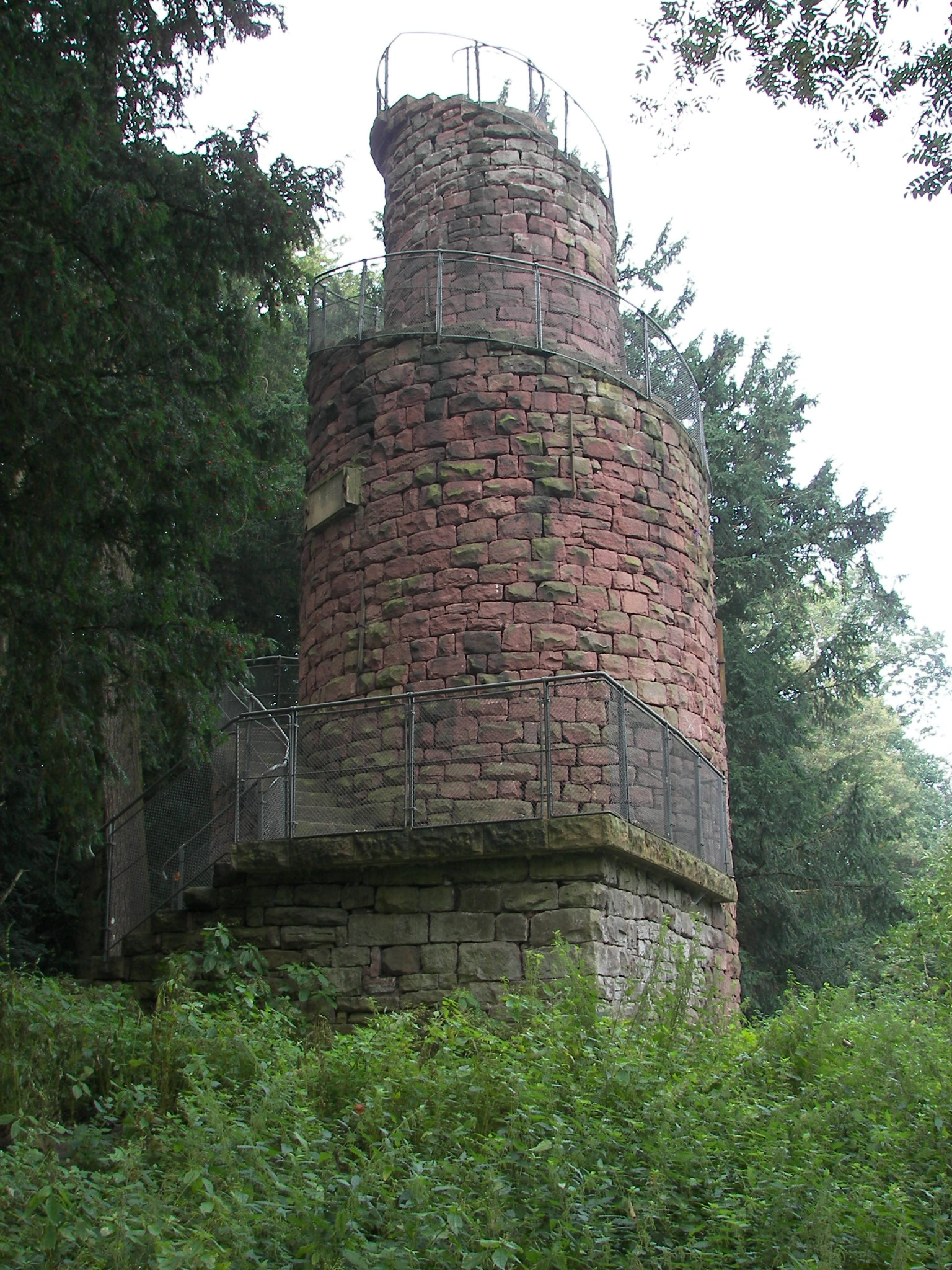
Der Gaisbergturm wurde 1876 auf rund 370 Meter Höhe errichtet
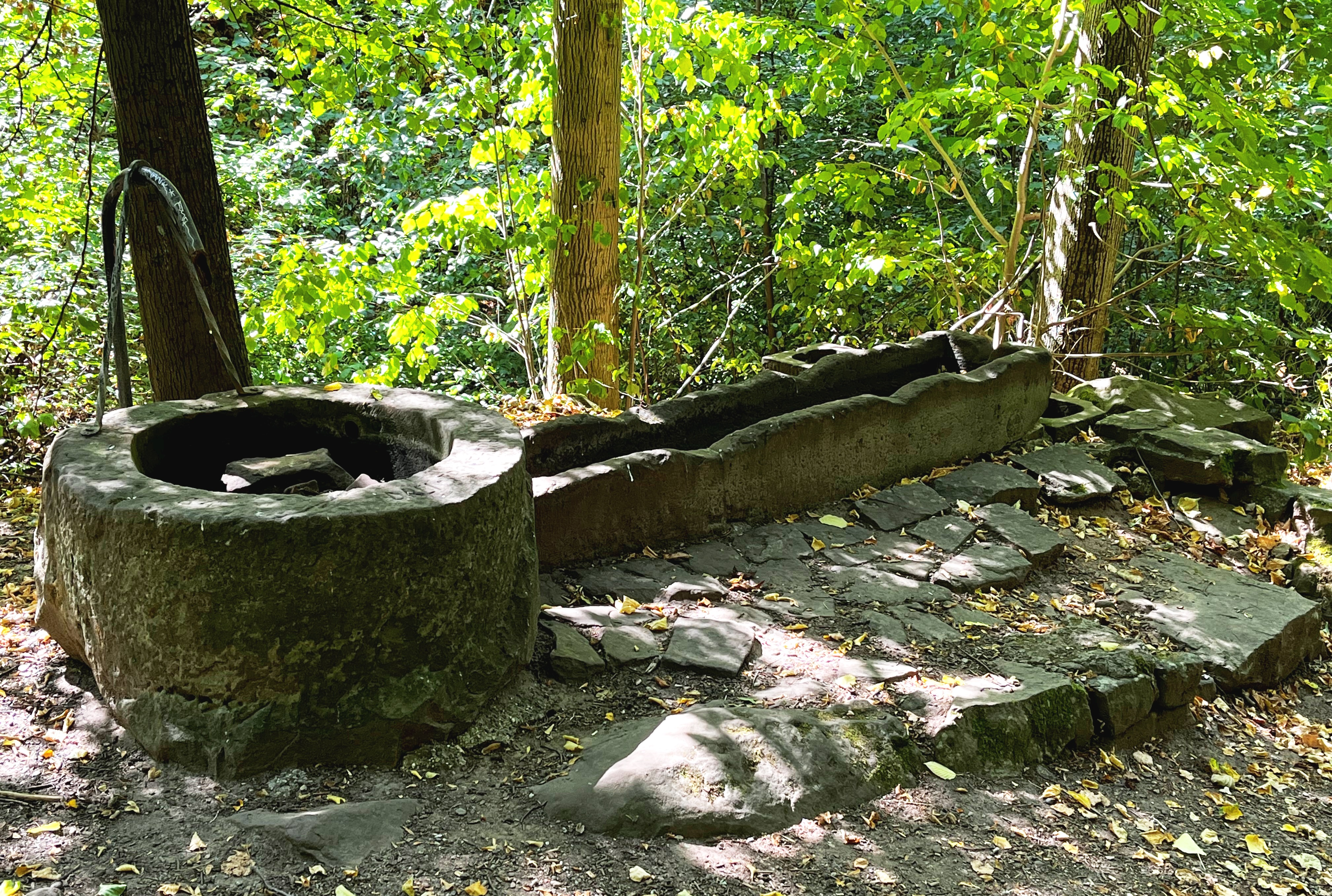
Drei-Tröge-Brunnen an der Bierhelder Steige
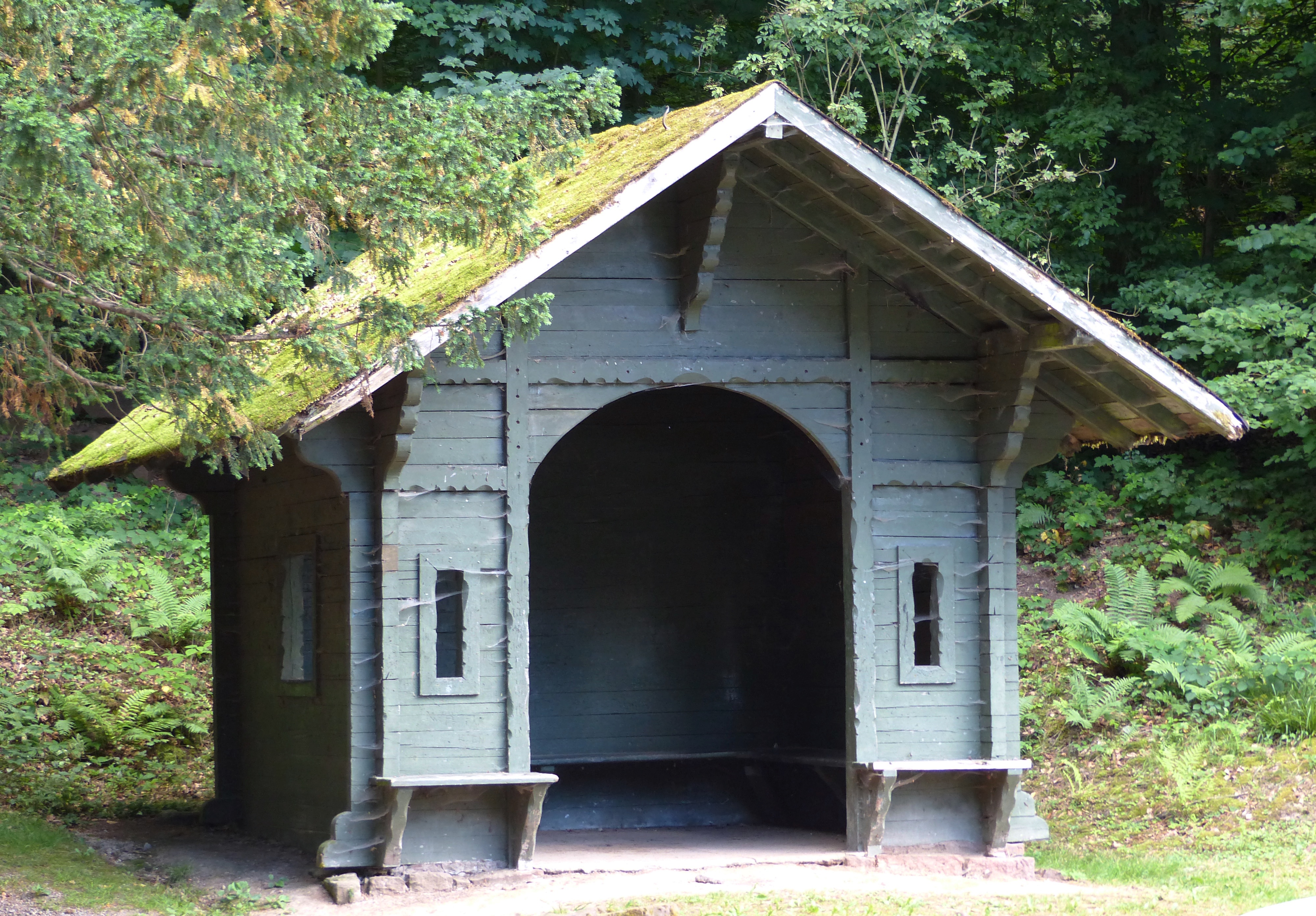
Drei-Tröge-Hütte am Steigerweg
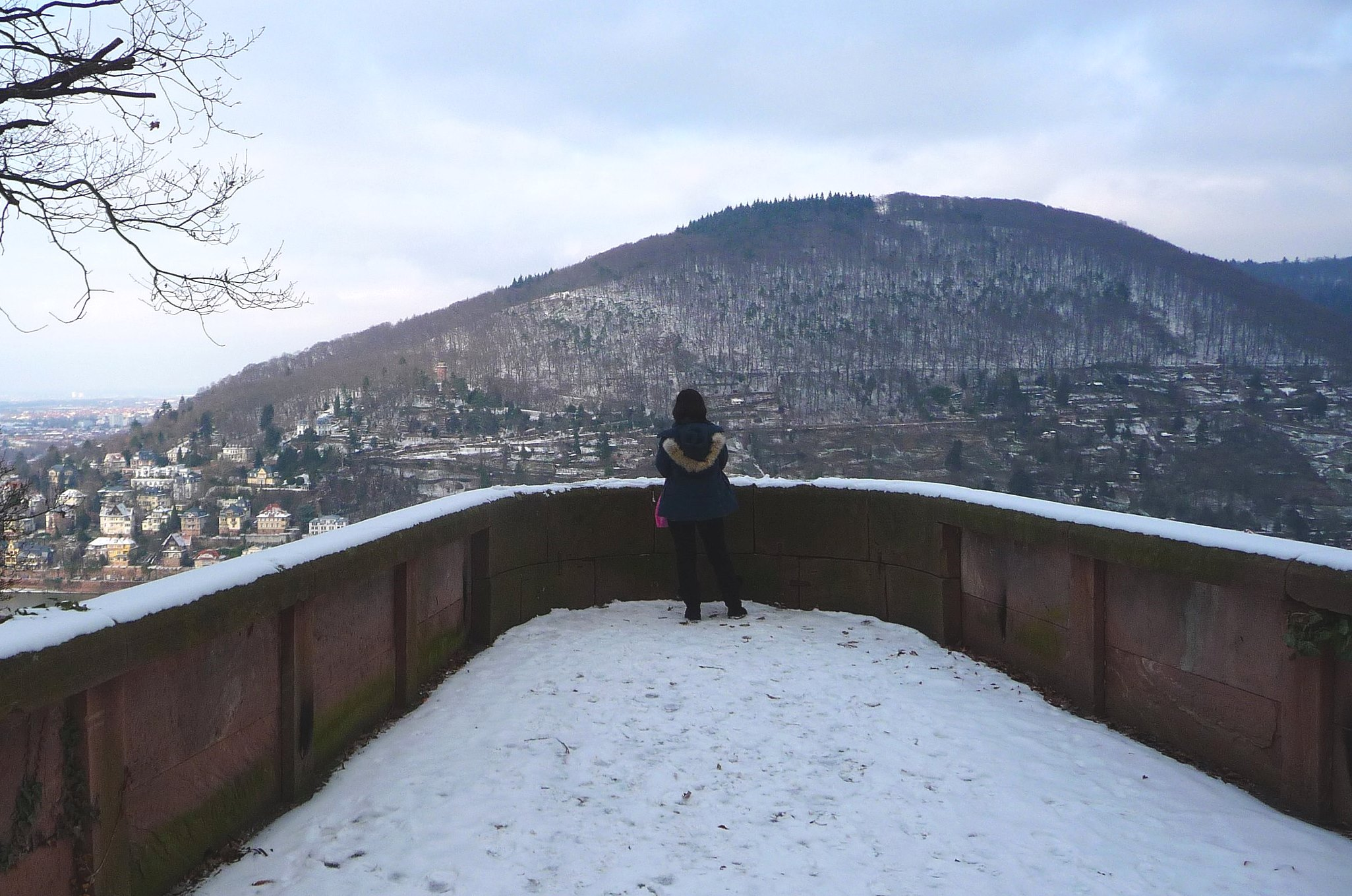
Aussichtskanzel am Riesenstein mit Blick auf den Heiligenberg
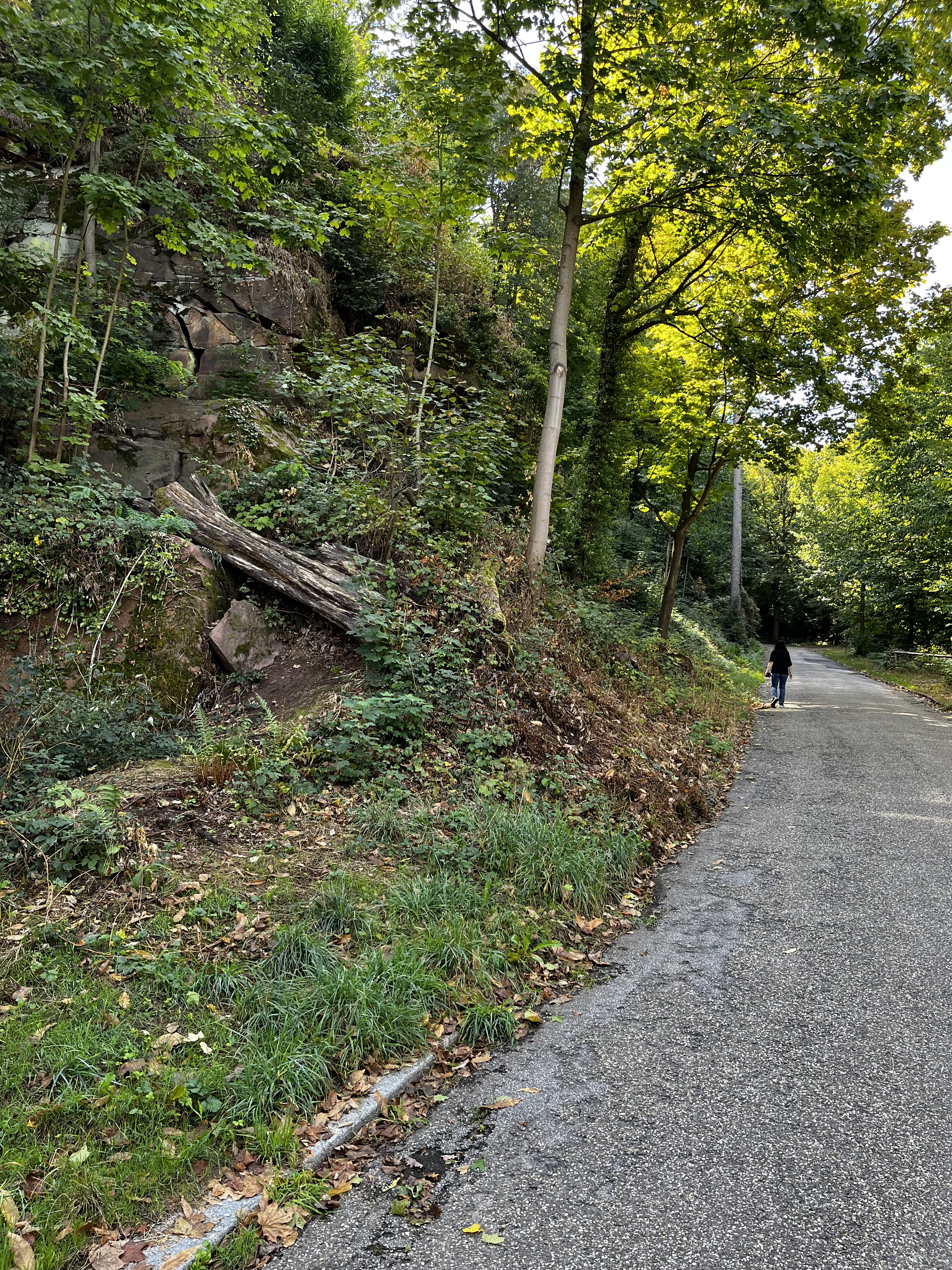
Johannes-Hoops-Weg am Gaisberg auf Höhe des Riesensteins
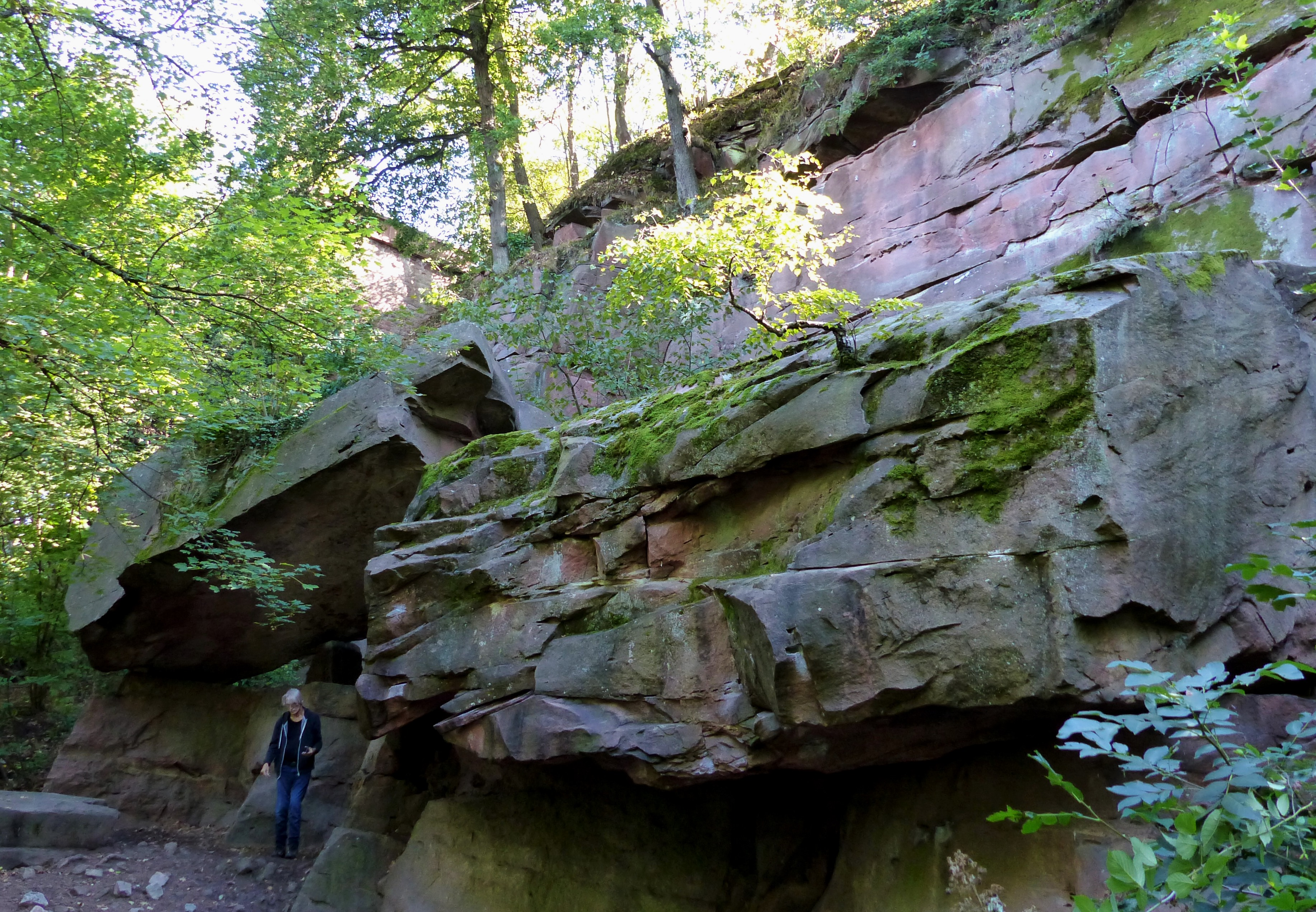
Naturdenkmal Riesenstein
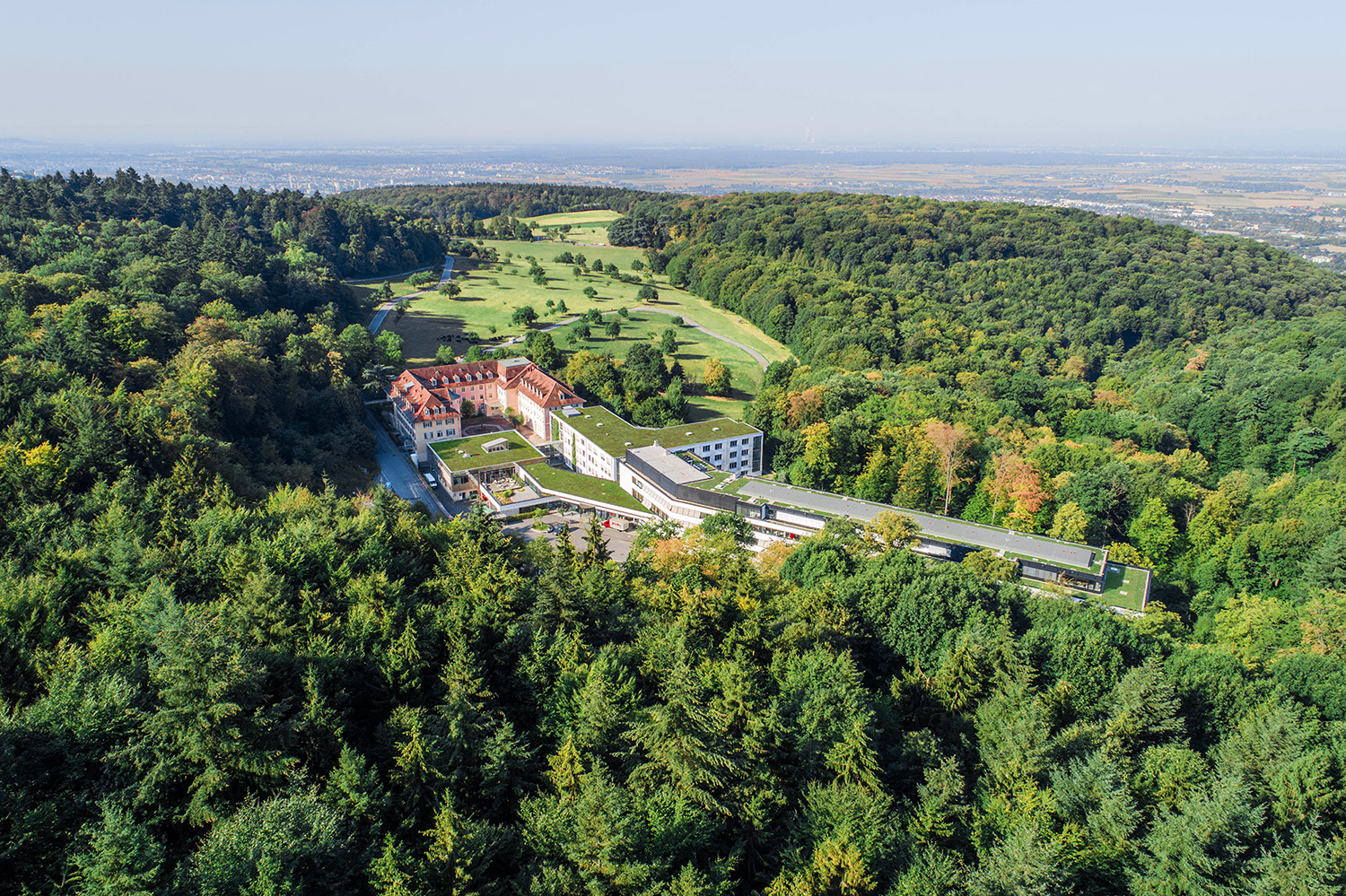
Speyererhof auf der Rodungsinsel „Kühruh“
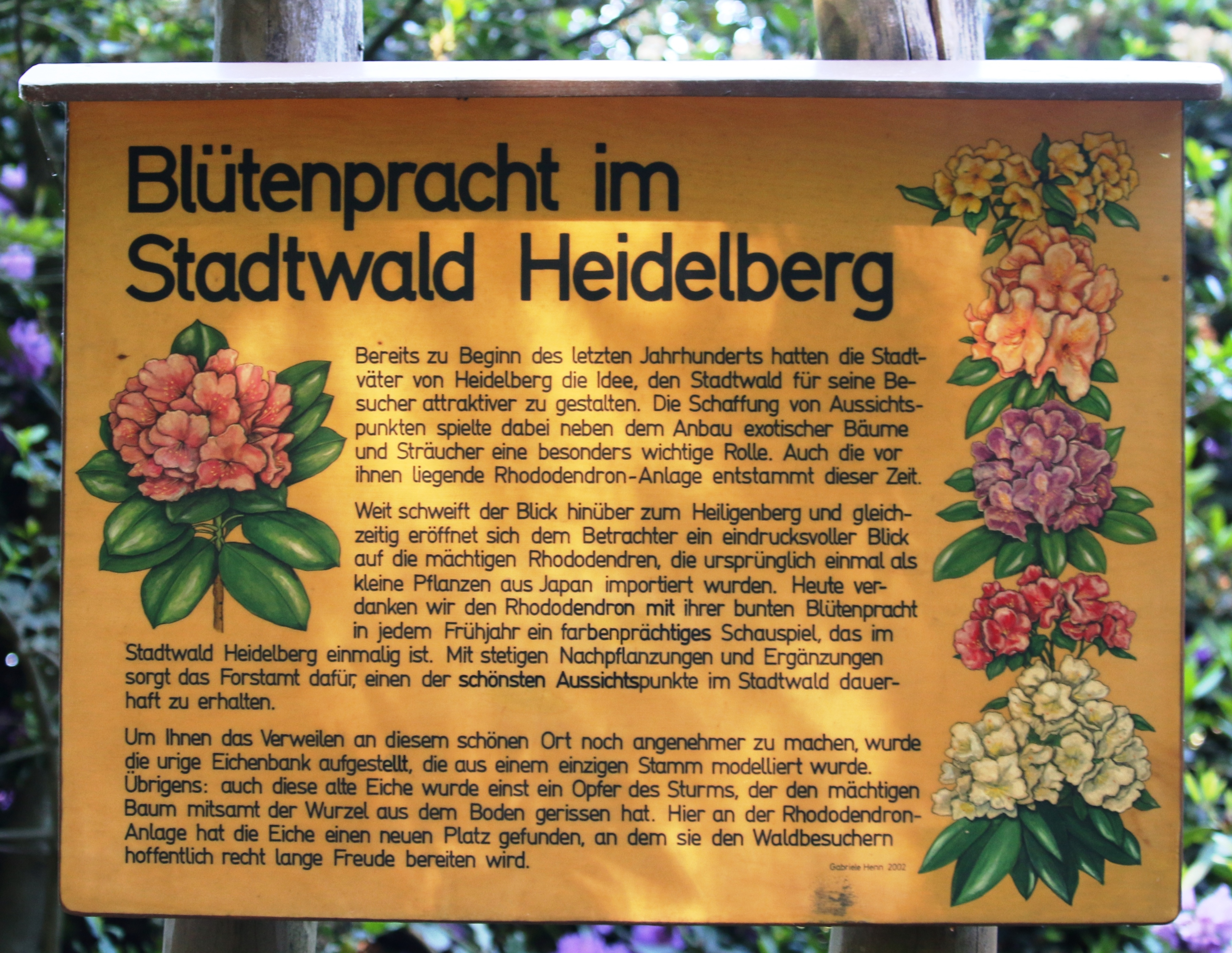
Rhododendron-Anlage an der Blockhaus-Hütte

Funde aus der jüngeren Steinzeit konnten durch die archäologischen Forschungen von Karl Pfaff im Hutzelwald (Abhang des Gaisbergs zum Bergfriedhof) festgestellt werden. Sie belegen die frühe Besiedelung der Heidelberger Umgebung.
1835 wurde der Grundstein für eine Gaststätte auf der Anhöhe des Speyererhofs zwischen dem Gaisberg und dem Königstuhl gelegt. Dabei wurden auf Empfehlung der städtischen Forstbehörde und des damaligen Bürgermeister Jakob Speyerer 43 ha Wald der Gemarkung „Kühruhe“ in Acker- und Weideflächen umgewandelt. Nach dem Abriss des Ausflugslokals 1924 wurde ein Sanatorium für Atemwegserkrankungen errichtet, es nahm am 9. August 1927 seinen Betrieb auf. Heute wird dort ein Spezialkrankenhaus für Neurologie betrieben.
Westlich des Speyererhofs trifft man am Bierhelderhofweg auf den Kolonialstein, einen Gedenkstein, der am 24. April 1924, dem Deutschen Kolonial-Gedenktag, auf dem Gaisberg feierlich enthüllt wurde. Sein eingemeißelter Schriftzug: „24. IV. 24 Zum Gedenken an die 40jähr. Kolonialgeschichte des Deutschen Reiches“, erinnert an die am 24. April 1884 erfolgte Gründung der ersten deutschen Kolonie Deutsch-Südwestafrika – des heutigen Namibia. Die damaligen Fehler der deutschen Kolonialbesatzung beschäftigen bis heute die Politik.
Durch den Gaisberg führen zwei Tunnelbauwerke:
- Zwischen der Gaisbergstraße am Adenauerplatz und der heutigen Friedrich-Ebert-Anlage (vormals Leopoldstraße) verläuft der Gaisbergtunnel, der 1859/1862 erbaut wurde und bis 1955 als Eisenbahntunnel in Betrieb war. Nach Stilllegung der Strecke und mehrjährigem Umbau entstand daraus 1962 ein zweispuriger innerstädtischer Straßentunnel zur Heidelberger Altstadt.

- Zwischen dem Steigerweg (Weststadt) und dem Karlstor verläuft seit 1912 der ca. 2,5 km lange Königstuhltunnel. 2015 wurde das gesamte Bauwerk für 28 Mio. € saniert[11]. Noch heute ist die Strecke in Betrieb (Stand: 2023).

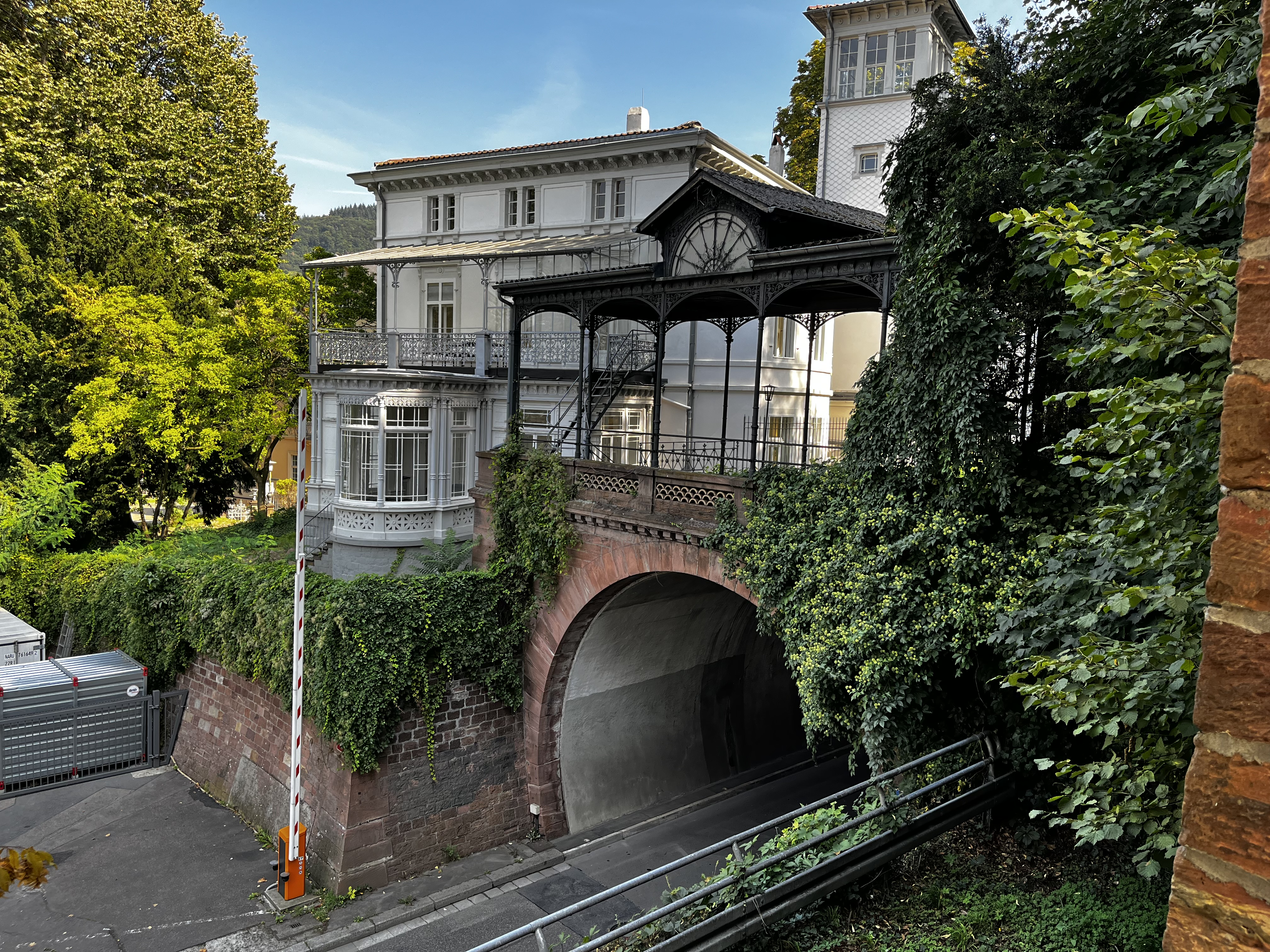
Gaisbergtunnel, bis 1955 fuhr hier die Odenwaldbahn, danach Straßentunnel (Aufn. 2023)
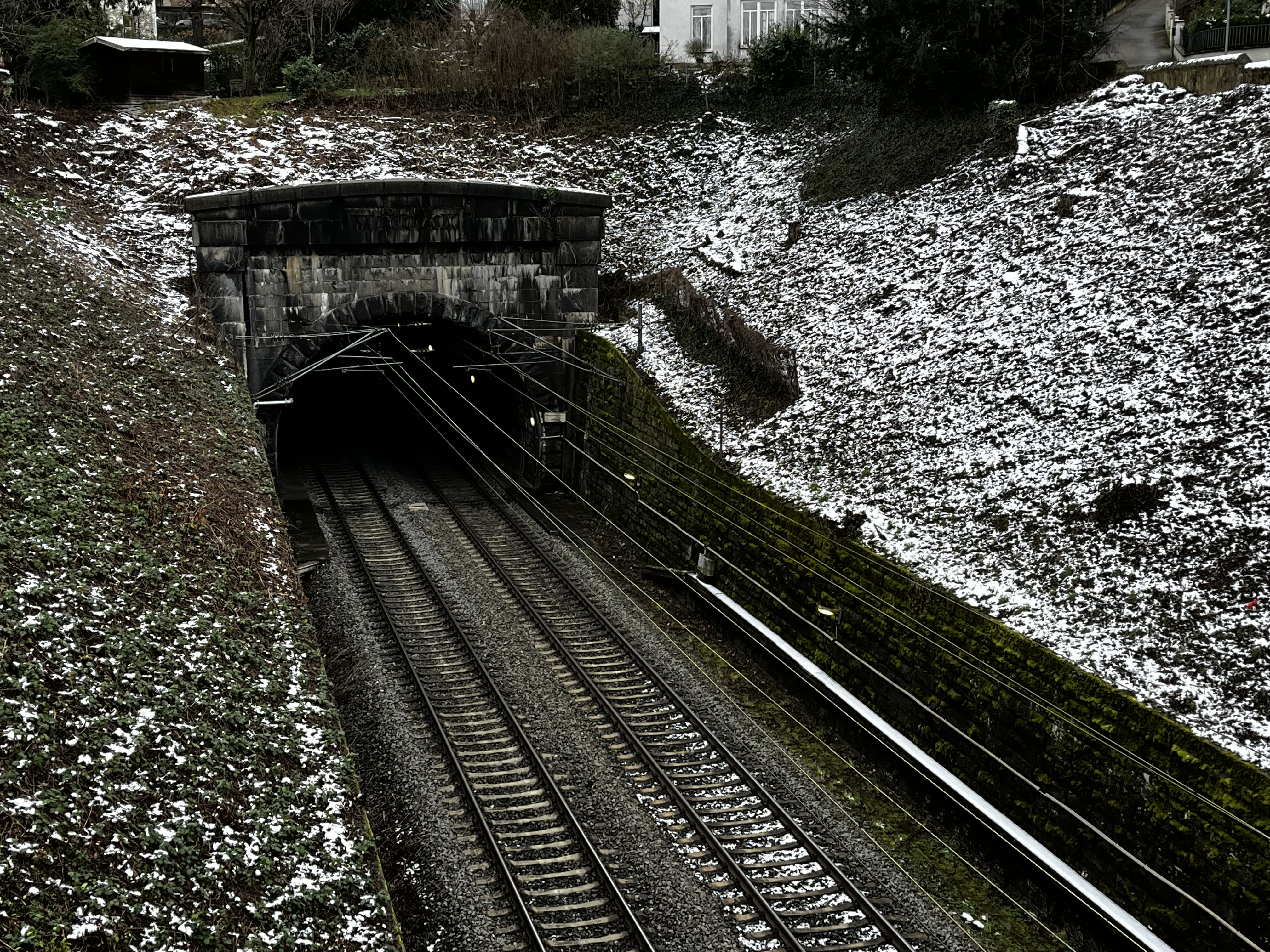
Königstuhltunnel, Westportal am Steigerweg, bis heute in Betrieb (Aufn. 2023)
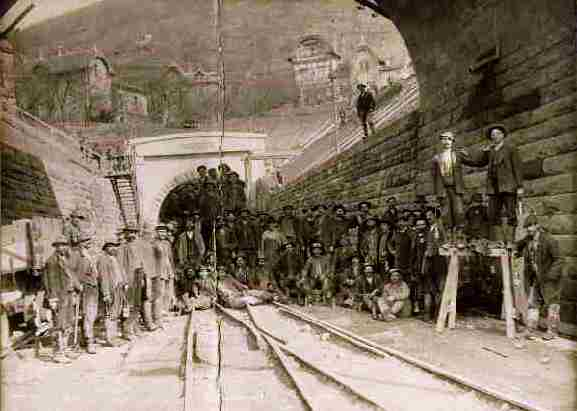
Tunnelarbeiten am Westportal des Königstuhltunnels (Aufn. 1911)

### Tillys Feldlager am Gaisberg

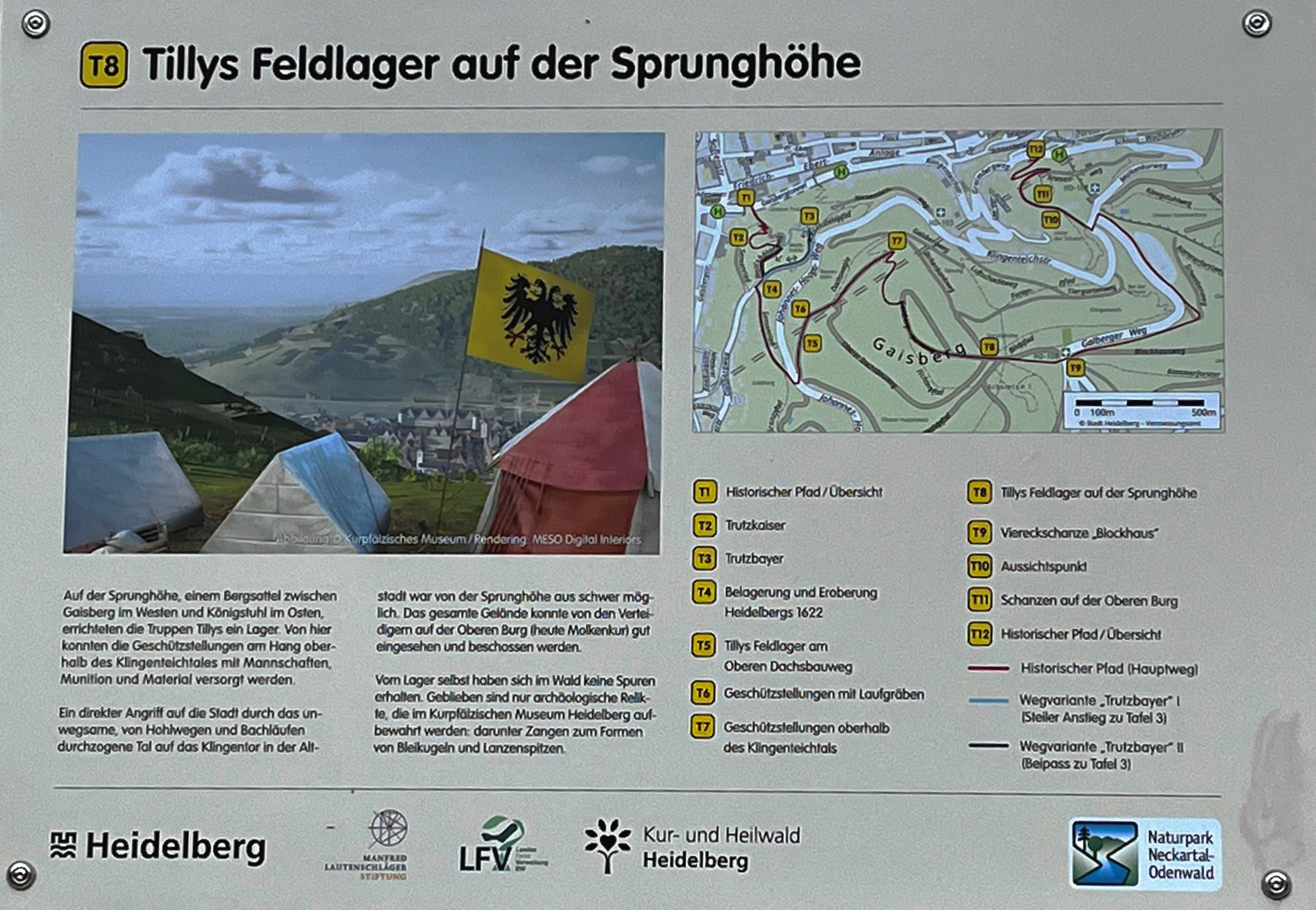
Die Infotafel an der Sprunghöhe zeigt einen rekonstruierten Blick auf die Altstadt

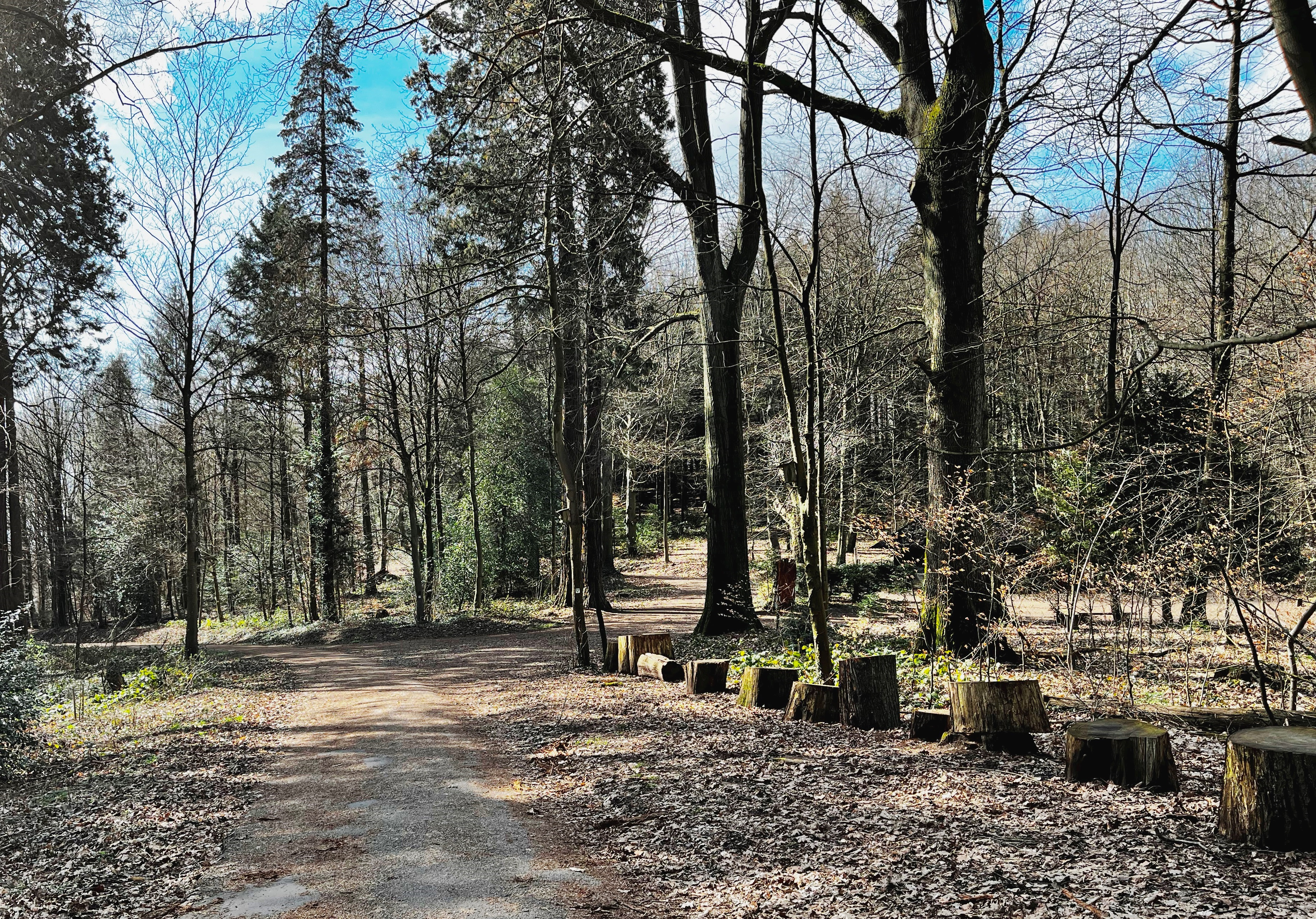
Die Sprunghöhe, ehem. Standort des Feldlagers von General Tilly, heute Arboretum 1 der Stadt Heidelberg.

Im Verlauf des Dreißigjährigen Kriegs begann im Juli 1622 die Belagerung Heidelbergs durch kaiserlich-bayerische Truppen unter der Führung von General Tilly. Da die Stadt effektiver von der Anhöhe als vom Neckarufer aus unter Beschuss zu nehmen war, beschlossen die Angreifer, die nötigen militärischen Anlagen wie Schanzen und Geschützstellungen am Westhang des Gaisbergs zu errichten. Durch die Merianstiche von 1620 und von 1622 ist belegt, dass die Bergkuppen von Königstuhl und Gaisberg zu damaliger Zeit nur gering bewaldet waren. Sie boten freie Sicht und Schussbahn auf Stadt und Schloss.
Um die geplanten Angriffe zu koordinieren, ließ Tilly am Gaisberg zwei Feldlager für die Kommandantur einrichten, eines auf der Sprunghöhe und das andere am Oberen Dachsweg. Das Söldnerheer der Katholischen Liga sammelte sich dagegen in großen Lagern weitab am rechten Ufervorland des Neckars und westlich vor den Verteidigungsanlagen der Vorstadt, der heutigen Sofienstraße und des Bismarckplatzes. Womit der General nicht rechnete, waren die besonderen wetterbedingten Einflüsse im Umfeld der Gaisbergsscholle. Aufgrund der fehlenden Bewaldung kam es hier bei starken Niederschlägen und Gewitterregen immer wieder zu größeren Erdrutschen. Es waren wohl die Schlammmassen eines schweren Unwetters, die am 29. August 1622 die beiden Feldlager am Gaisberg unter sich begruben. Dabei gingen zahlreiche Ausrüstungsgegenstände und Waffen verloren, was die Erstürmung des naheliegenden Trutzkaisers zunächst verhinderte. Auf die spätere Eroberung Heidelbergs, am 16. September 1622, hatten die Wetterkapriolen allerdings keinen Einfluss.
Von den beiden Lagerplätzen Tillys haben sich keine Spuren erhalten. Geblieben sind aber die um 1980 geborgenen archäologischen Relikte sowohl militärischer als auch privater Gegenstände aus der Zeit des Dreißigjährigen Krieges, die heute im Kurpfälzischen Museum Heidelberg aufbewahrt werden. In Erinnerung an die Kriegsereignisse hat die Stadt Heidelberg im Jahr 2022 einen Historischen Pfad am Gaisberg angelegt. An zehn Stationen erläutern Infotafeln die damaligen Verteidigungsanlagen der Stadt sowie  die befestigten Stellungen der Angreifer.

### Traitteur’sche Wasserleitung

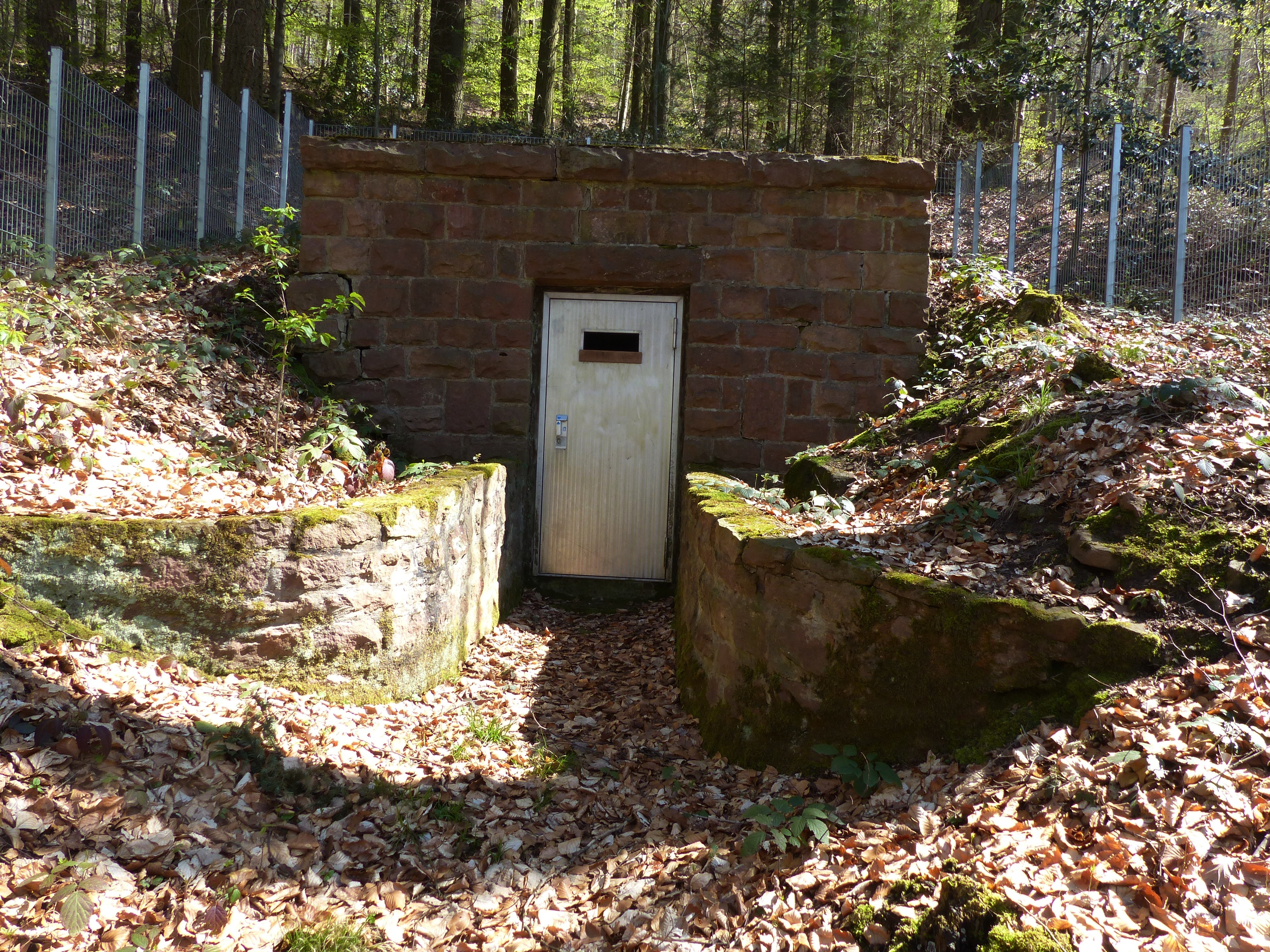
Brunnenstube der Bergmannslochquelle am Gaisberger Lützelbrunnenweg (Aufn. 2023)

Etwa 800 Liter Wasser pro Quadratmeter fallen im Jahresmittel als Regen oder Schnee auf dem Gaisberg. Die steilen Einschnitte der Bierhelder Steige und des heutigen Steigerwegs sowie die schluchtartigen Formationen des Klingenteichwegs und des Kühlen Grunds sind erdgeschichtlich die Folge starker Wasseraustritte aus der Gaisbergscholle. Die Kraft des Wassers hat den anstehenden Buntsandstein an unzähligen Stellen zerklüftet und zerbrochen. Dadurch entstanden zahlreiche Schichtquellen von hervorragender Trinkqualität, die einst einen wesentlichen Beitrag zu der 1872 eingerichteten Trinkwasserversorgung Heidelbergs lieferten. Bereits Kurfürst Carl Theodor war dieser Sachverhalt bekannt; er beauftragte 1790 den Ingenieur Johann Andreas von Traitteur mit dem Bau einer Wasserleitung, die vom Rohrbacher Gebürg sowohl zum Schwetzinger Schloss als auch zum Mannheimer Schloss führen sollte. Das saubere, unbelastete Quellwasser aus dem Gaisberg war vor allem zum Trinken und für den häuslichen Gebrauch gedacht. Aufgrund politischer Zerwürfnisse und mangelhafter Finanzierung wurde das Projekt nie vollendet.
Reste der „Traitteur’schen Wasserleitung“ wurden 2014 resp. 2016 in Eppelheim sowie in den Heidelberger Stadtteilen Rohrbach und Pfaffengrund entdeckt. Erhalten geblieben ist der Buntsandstein-Stollen der Bergmannslochquelle (einst: Carl Theodor Quelle, Ausgangspunkt der Wasserleitung) am Lützelbrunnenweg, ein kulturhistorisches Denkmal, dessen Wasser noch bis zum Jahre 2007 Teil der öffentlichen Wasserversorgung Heidelbergs war. Hinter der Brunnenstube findet sich ein ca. 30 Meter tief in den Felsen getriebener Stollen. Im Eingangsbereich sind davon 8 Meter als Gewölbegang ausgebaut. Brunnenstube und Brunnenstollen sind im Außenbereich durch einen Zaun gesichert und öffentlich nicht zugänglich, die Stadt Heidelberg bietet aber Besichtigungstermine an. Eine Infotafel vor Ort erklärt ausführlich die geschichtliche Bedeutung. Der Lützelbrunnenweg führt von der Zufahrtstraße zum Europäischen Laboratorium für Molekularbiologie EMBL südwärts durch den Wald in Richtung Emmertsgrund.

### Der Gaisberg als Campus der Wissenschaft
Mit dem Europäischen Laboratorium für Molekularbiologie (EMBL) und dem Max-Planck-Institut für Kernphysik (MPIK) finden sich zwei bedeutende Forschungseinrichtungen auf der südlichen Gaisbergscholle.

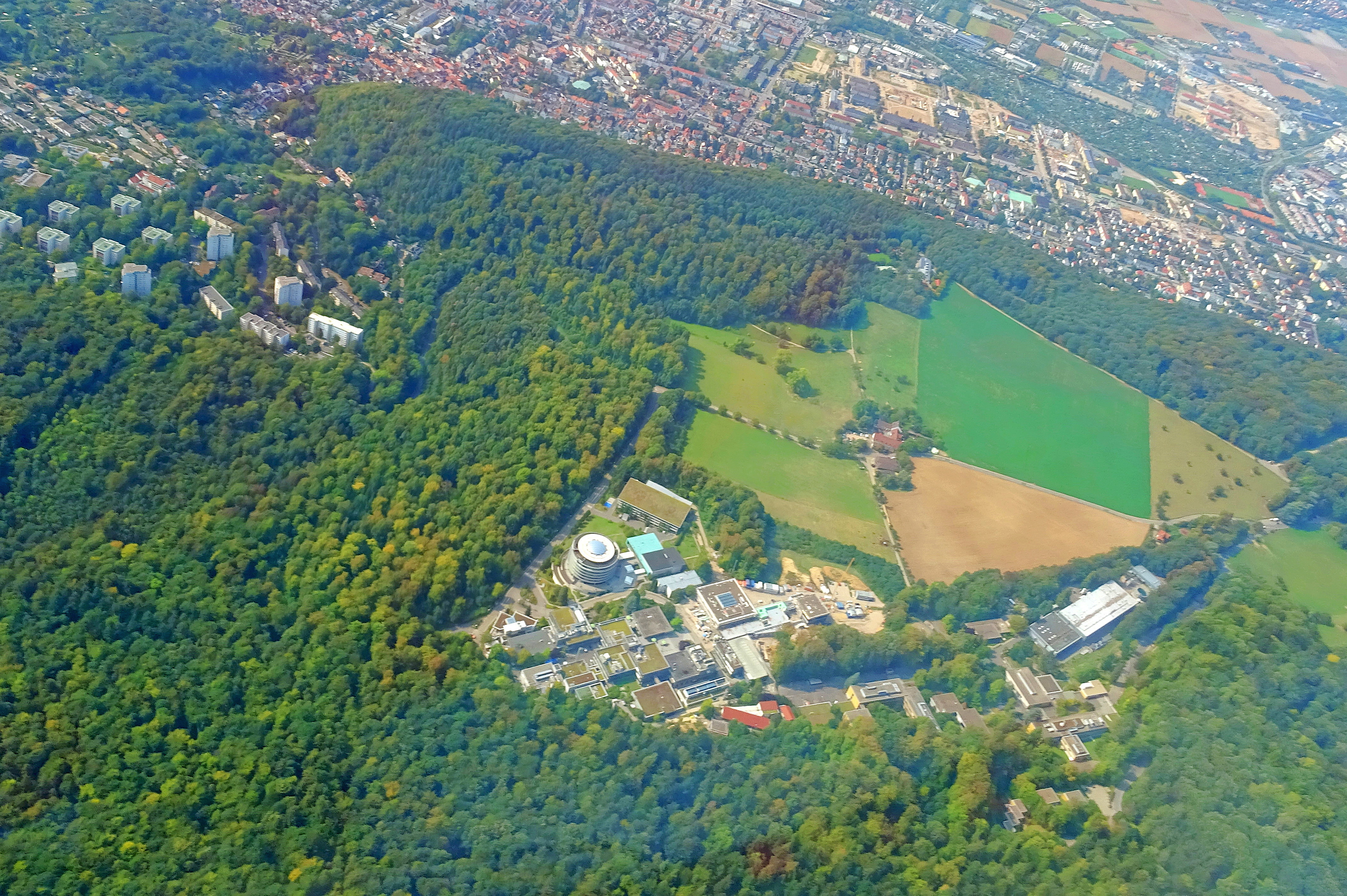
Luftbild des zusammenhängenden Geländes von EMBL und MPIK am Gaisberg.

Das MPI Heidelberg wurde am 1. Oktober 1958 unter der Leitung von Wolfgang Gentner (1906–1980) gegründet. Die Stadt Heidelberg hatte sich bereit erklärt, ein Gelände für das neue Institut kostenlos zur Verfügung zu stellen.
Als geeignet erwies sich das ehemals militärisch genutzte Gelände (Schießübungsplatz) am Saupfercheckweg. 1960 begannen dort die Bauarbeiten für einen 6-MV-Tandem-Van-de-Graaff-Teilchenbeschleuniger. Erste wissenschaftliche Ziele waren die Aufklärung der Struktur der Atomkerne und das Verständnis des Mechanismus von Kernreaktionen sowie die Anwendung atom- und kernphysikalischer Methoden auf Probleme der Kosmochemie. Die Forschungsschwerpunkte liegen seither auf den Gebieten der Astrophysik sowie der Quantenmechanik. Nach wie vor wird am Institut sowohl experimentelle als auch theoretische Forschung (z. B. Theoretische Physik) betrieben. Von großer wissenschaftlicher Bedeutung für das Institut sind die radioaktiven Altersbestimmungen und mineralogischen Untersuchungen an Meteoriten, Tektiten, Mondgestein sowie geochronologische Untersuchungen an Einschlagkratern, wie z. B. dem Nördlinger Ries.
Das Europäische Laboratorium für Molekularbiologie (EMBL) wurde am 10. Mai 1973 gegründet und wird inzwischen von 26 europäischen Staaten sowie dem assoziierten Mitgliedsstaat Australien unterstützt. Es zählt zu den bekanntesten biologischen Forschungseinrichtungen weltweit. Schwerpunkte der wissenschaftlichen Arbeiten beruhen auf Licht- und Elektronenmikroskopie (TEM, REM), Biochemie und Genetik.

### Der Gaisberg als letzte Ruhestätte
Die Gaisbergscholle trägt zwei bekannte Friedhofsanlagen, den Ehrenfriedhof auf dem Ameisenbuckel (296 m ü. NHN) sowie den Bergfriedhof am Südwestabhang (Steigerweg, Rohrbacher Straße). Mit Beschluss des Stadtrats vom 22. Mai 1933 wurde der Ehrenfriedhof, im Gegensatz zum Bergfriedhof, als reiner Soldatenfriedhof zur Aufnahme von mehr als 500 umgebetteten Gefallenen des Ersten Weltkriegs angelegt. Er umfasst eine Fläche von ca. 17 ha.

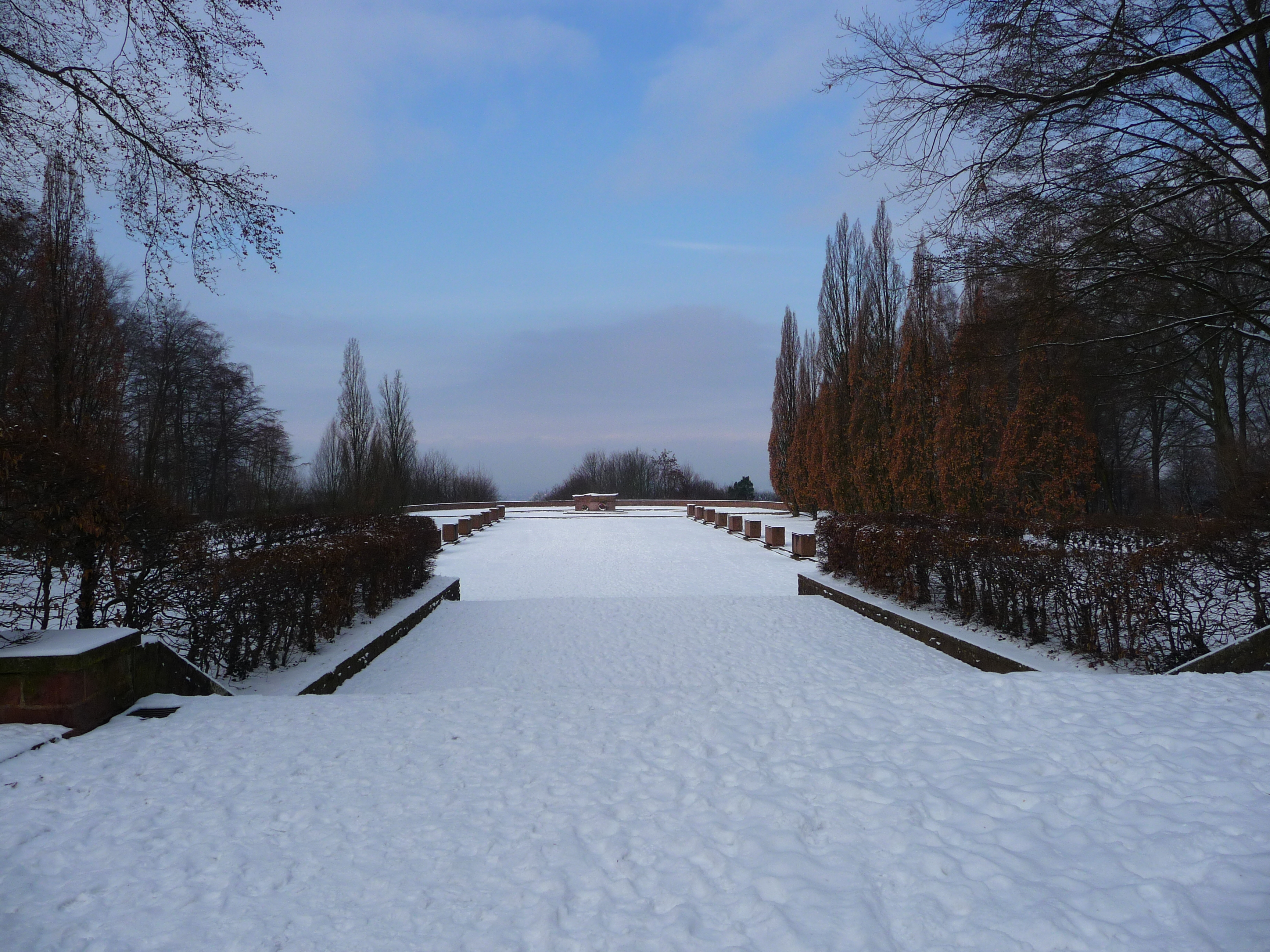
Heidelberger Ehrenfriedhof auf dem Plateau des Ameisenbuckels

Am Ameisenbuckel befand sich wohl in germanischer Vorzeit bereits ein geweihter Kult- und Begräbnisplatz, in dessen Tradition sich später die Nationalsozialisten stellen wollten. In der Epoche des Großherzogtums Baden entstanden vor Ort mehrere Schießübungstände für die Badische Garnison. Zu den Anlagen zählten ein Schießhaus, eine Geschützauffangvorrichtung (heutiges Gelände des 1958 gegründeten  Max-Planck-Institut für Kernphysik) sowie ein Wachthaus zur Aufbewahrung von Munition. Dieses Gebäude existiert noch (heute: Vereinsheim des Bayern- und Gebirgstrachtenvereins e. V. Heidelberg).  1933/34 wurde der Schießplatz entfernt und das Straßen- und Wegenetz am Ameisenbuckel neu gestaltet.
Die Pläne für den Bau des Ehrenfriedhofs erstellten Oberbaurat Fritz Haller (1884–1936) vom Städtischen Hochbauamt sowie der bekannte Stuttgarter Architekt Paul Bonatz (1877–1956). Für die Errichtung der Anlagen waren umfangreiche Rodungsarbeiten erforderlich. Hierbei kamen nicht nur Forstarbeiter zum Einsatz, sondern auch zahlreiche Angehörige des Reichsarbeitsdienstes (RAD). Auch für die Erstellung von insgesamt 544 gemeißelten Steinkreuzen und 28 Ehrentafeln, waren langwierige und aufwändige Arbeiten erforderlich. 1952/53 erfolgte noch eine Erweiterung des Friedhofs für die Gefallenen des Zweiten Weltkrieges.
Die denkmalgeschützte Friedhofsanlage am Promenadenweg  erinnert insgesamt an einen militärischen Exerzierplatz, der in einen ovalen Ehrenhof mündet. Auf der apsisartig in Richtung Rheinebene vorspringenden Terrasse steht ein monumentaler Sandsteinblock in Form eines Altars, ursprünglich von sechs Pfeilern mit Feuerschalen umstanden. Neben den gefallenen deutschen Soldaten fanden hier auch 24 kriegsgefangene russische Soldaten ihre letzte Ruhestätte, die in Heidelberg (1941/43) als Arbeitskräfte eingesetzt waren.
Bis 2010  fanden alljährlich am Volkstrauertag auf dem Ehrenfriedhof Kranzniederlegungen zum Gedenken an die Kriegstoten statt. Die Gedenkveranstaltung zum Volkstrauertag wurde 2014 auf den Bergfriedhof verlegt.

### Weiterführende Literatur
- Derwein, Herbert: Geschichte der Stadt Heidelberg. In: Die Stadt und die Landkreise Heidelberg und Mannheim. Amtliche Kreisbeschreibung. Band 2: Die Stadt Heidelberg und die Gemeinden des Landkreises Heidelberg. Herausgegeben von der Staatlichen Archivverwaltung Baden-Württemberg, Karlsruhe 1968.
- Dutzi, Claudia: Aufmarsch der Toten. Der Ehrenfriedhof auf dem Heidelberger Ameisenbuckel. In: Denkmalpflege in Baden-Württemberg, 29. Jg. 2000, Heft 2, S. 132. (PDF; 73 KB)
- Eichler, Horst: Heidelberg – Lernlandschaft Südliche Gaisbergscholle. Verlag Regionalkultur (Ubstadt-Weiher) 2017, 180 S.
- Eichler, Horst: Bergmannslochquelle und die Traitteur’sche Wasserleitung. In: Blick in die Stadtteile, Rhein-Neckar-Zeitung vom 25. September 2018.
- Koehnemann, Friedrich-Franz: Wanderungen durch Heidelberger Wälder. Heidelberger Verlagsanstalt, 1990, 128 S.
- Schöttle, Manfred: Geologische Naturdenkmale im Regierungsbezirk Karlsruhe. Eine Zusammenstellung geschützter und schutzwürdiger geologischer Objekte. In: Beih. Veröff. Naturschutz Landschaftspflege Bad. Württ., Band 38, 1984, Karlsruhe.
- Straßburger, Martin: Spuren der Belagerung Heidelbergs im Jahr 1622 und ihre archäologische Bearbeitung. In: Archäologische Ausgrabungen in Baden-Württemberg, 2008, S. 247–250.